# Ca' Rainati
Ca' Rainati (Carinati in veneto)  è una frazione di San Zenone degli Ezzelini in provincia di Treviso.

## Geografia fisica
È uno degli abitati più "bassi" del comune, sorgendo in un'area pianeggiante a sud del capoluogo (da cui dista circa 3,5 km). Il centro è attraversato dai torrenti Iassa e Giaretta (suo affluente), compresi nel bacino idrografico del Muson.

## Storia
Nel 1613 il nobile Isepo Rainati costruiva un piccolo oratorio per le esigenze spirituali del colmello Veggiane, antico nome dell'abitato. Nella seconda metà del Settecento la chiesetta versava già in condizioni deplorevoli e ne fu ordinato l'ampliamento e il rinnovo di arredo e paramenti. Nel 1832 Antonio Enrico Rainati cedeva l'uso completo dell'oratorio alla popolazione.
Con la costruzione della nuova parrocchiale di San Zenone, la chiesa perse ancora di importanza. Ne fu ricostruita una nuova a partire dal 1921 su progetto di Antonio Beni, la quale fu eretta a parrocchia nel 1954.